# Irena Karpa

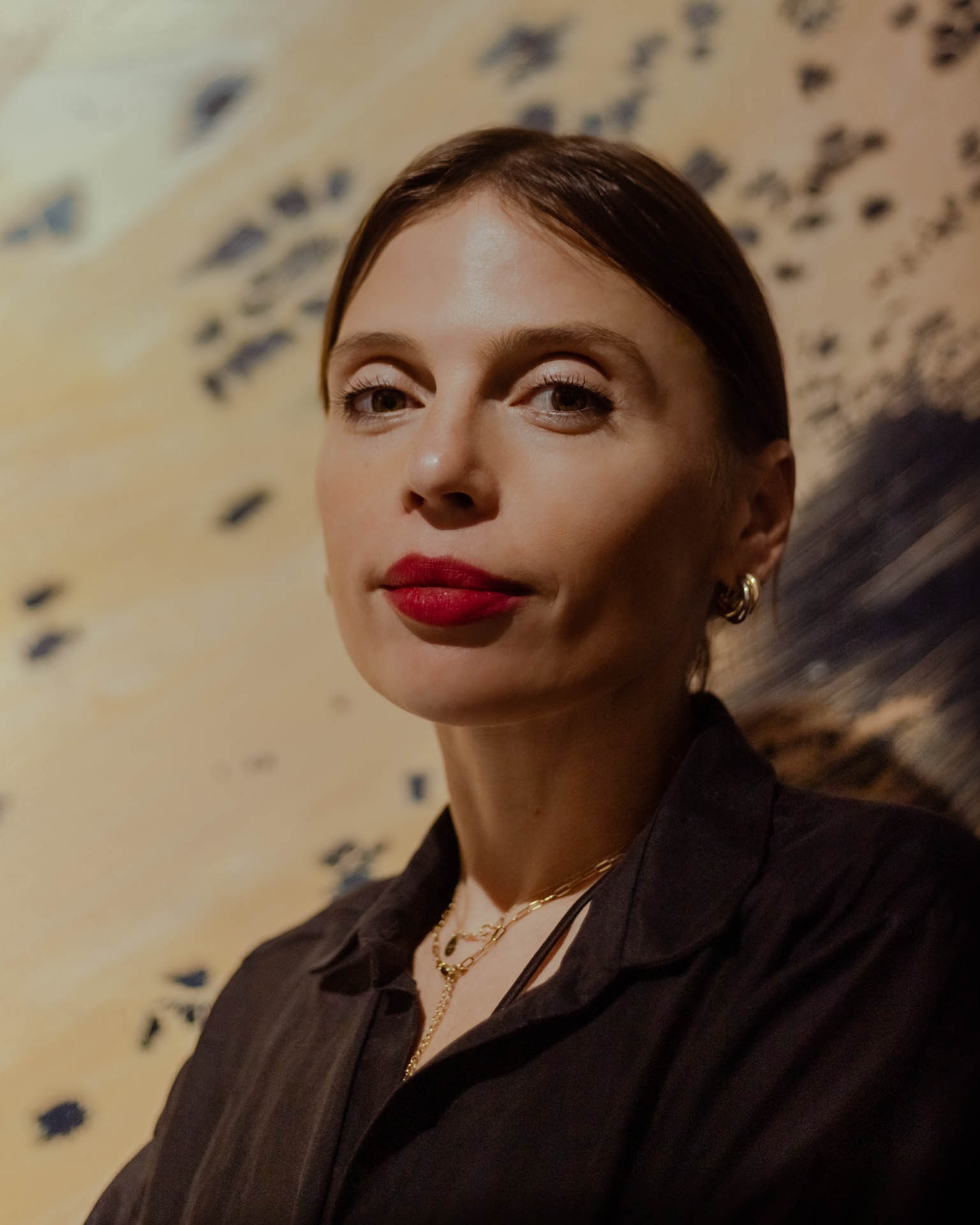
Irena Karpa, 2022

Irena Ihoriwna Karpa (ukrainisch Ірена Ігорівна Карпа, * 8. Dezember 1980 in Tscherkassy, Ukrainische SSR) ist eine ukrainische Schriftstellerin, Journalistin, Sängerin, Schauspielerin und Fernsehmoderatorin. 

## Leben

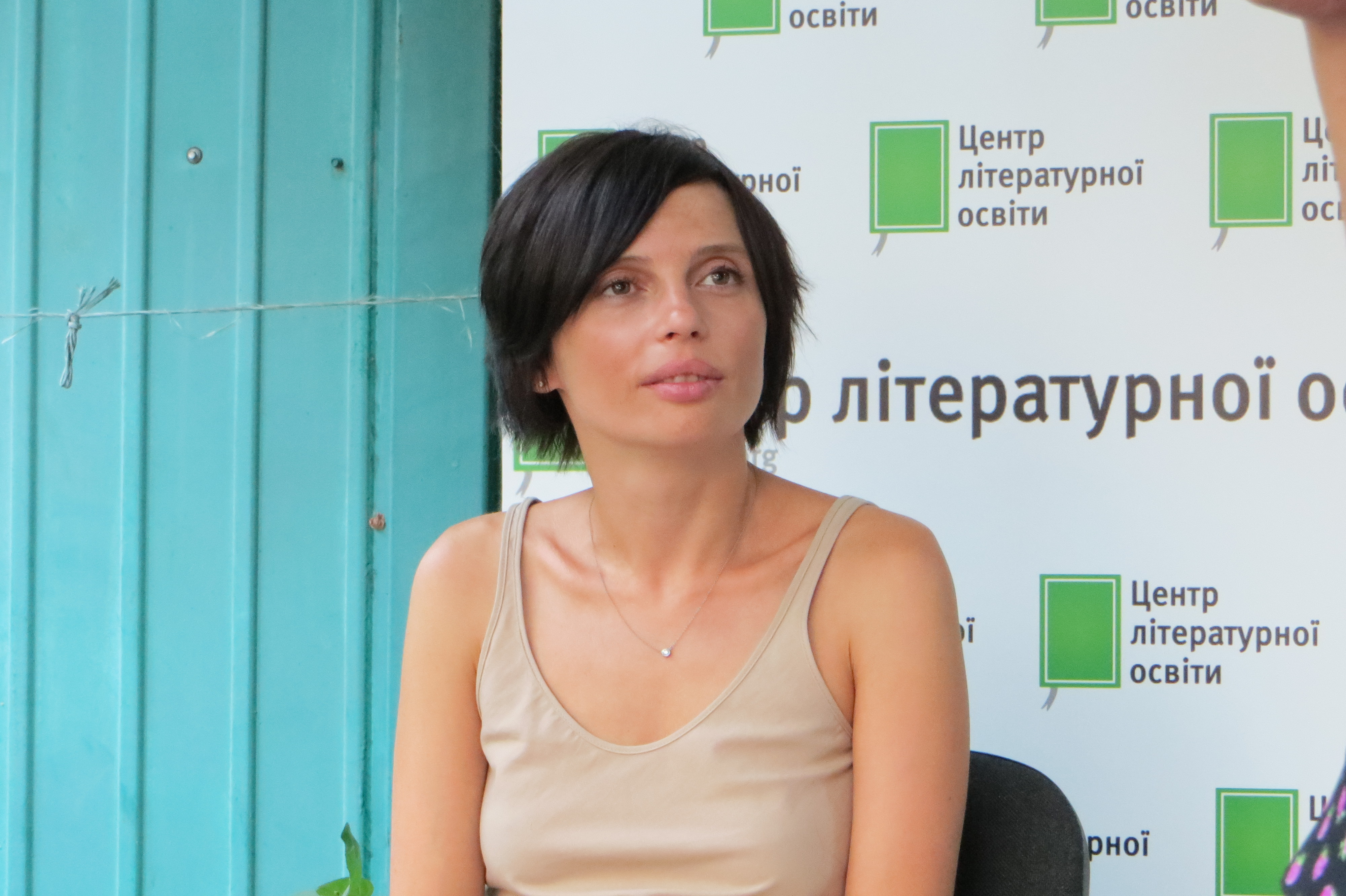
Irena Karpa im Juli 2015

Im Kindesalter wohnte sie mit ihrer Familie zunächst in Iwano-Frankiwsk, dann in Jaremtsche in der Westukraine. Dort lernte sie Malerei in der örtlichen Kunstschule.
1999 begann sie ihr Studium der englischen und französischen Sprache an der Nationalen Sprachwissenschaftlichen Universität in Kiew. 2000 erschien ihr erster Roman. 2003 beendete sie das Studium mit dem Magistertitel. Danach bereiste sie ein Jahr lang Südostasien. 
Seit 1999 trat sie als Solistin und Textautorin mit dem Musikensemble „Faktytschno sami“ auf.
2006 wirkte sie als Schauspielerin in zwei Filmen mit: in „Autismus“ (Ukraine) und „Kompott“ (Russland).
2005 bis 2008 war sie als Moderatorin im ICTN-Fernsehsender tätig, von September 2007 bis August 2008 bei MTV Ukraine. Im Herbst 2013 trat sie auf dem Euromajdan in Kiew auf. Sie war Gründungsmitglied des Maidan-Rats.
Am 17. Mai 2008 heiratete sie den Kiewer Journalisten und Schriftsteller Anton Friedland, nach der Scheidung 2009 heiratete sie den amerikanischen Geschäftsmann Norman Paul Hansen und wurde Mutter zweier Töchter. Seit 2018 ist sie mit dem aus einer Aristokratenfamilie stammenden Künstler – Autor, Komponisten und Sänger – Louis-Cyrille Trebuchet verheiratet.
Mitte Oktober 2015 wurde bekannt, dass Irena Karpa in Kürze die Leitung der Kultur- und Informationsabteilung der ukrainischen Botschaft in Paris übernehmen werde.
Karpas Photos erschienen in „Playboy“ und „Penthouse“. Ihre jüngere Schwester Galya ist ebenfalls Schriftstellerin, Mitbegründerin der Kunstzeitschrift „Asch“.

## Mordaufruf
Im Oktober 2014 erschienen im Internet Aufrufe einer Irina Filatowa, die verlangte, dass Karpa „nach dem Kriegsrecht verurteilt und erschossen werden muss“. Der Grund hierfür sei ein Zeichentrickfilm, in welchem Karpa die halbfiktionale Geschichte erzählt, in der eine schönen Frau „in der Ostukraine Politik und Nacktfotos macht und zwischendurch an Tollwut erkrankt“.

## Werke
- "Знес Паленого" (2000)
- "50 хвилин трави" (2004)
- "Фройд би плакав" (2004)
- "Перламутрове Порно (Супермаркет самотності)" (2005)
- "Bitches Get Everything" (2007)
- "Супермаркет самотності. Перламутрове порно" (2008)
- "Добло і зло" (2008)
- "Цукерки, фрукти і ковбаси" (2010)
- "Піца „Гімалаї“" (2011)
- "З роси, води і калабані" (2012)
- "Irena Karpa - письменниця, співачка, мандрівниця" (2014)
- "Baby travel" (2014)
- "День усіх білок" (2017) (Kinderbuch)
- "Добрі новини з Аральського моря" (2019)